# 樺太庁

樺太
樺太

国歌: 君が代（日本語）

島歌: 樺太島歌（日本語）
濃緑: 1942年時点の南樺太

行政区分

1. 
2. 

樺太庁（からふとちょう、旧字体：樺太廳、ロシア語: Префектура Карафуто）は、日本の領有下において樺太を管轄した地方行政官庁・行政区画（都道府県）である。この場合、樺太とは樺太島のうち、日露戦争のポーツマス条約により日本へと編入された北緯50度以南の地域（いわゆる南樺太）及び海馬島などその付属島嶼を指す。
本項では行政組織としての樺太庁だけでなく、日本統治下の南樺太とその後についても記述する。

## 概説
1907年（明治40年）3月15日公布の、明治40年勅令第33号（樺太庁官制）に基づき、同年4月1日発足。これにより従来の行政機関である樺太民政署は解消した。庁舎は当初大泊に置かれていたが、1908年（明治41年）8月13日に豊原へと移転した。
樺太についての法令の適用については、樺太ニ施行スヘキ法令ニ関スル法律（明治40年法律第25号）により内地の法律が勅令により施行され、台湾・朝鮮と異なり、樺太（南樺太）では委任立法の制度は認められなかった。そのため、特定の事項については勅令で特別の定めをすることができることとし、樺太の実情に適合しない不都合を緩和する方策が採られた。また、司法ニ関スル法律ヲ樺太ニ施行スルノ件（明治40年勅令第94号）により、裁判所構成法、民法、商法が樺太に施行され内地と同一の制度になっていた。
1918年（大正7年）に、日本の統治権が及ぶ各地域間の法令の適用範囲の確定及び連絡統一を目的とする共通法（大正7年法律第39号）（大正7年4月17日施行）1条2項では樺太を内地に含むと規定された。これは前述のように、すでに民法が樺太について、適用されていたため、内地扱いとしたものである。樺太に対する法令適用は、樺太ニ施行スヘキ法令ニ関スル法律による。1920年（大正9年）5月1日公布の、大正9年勅令第124号（樺太ニ施行スル法律ノ特例ニ関スル件）が制定され、それまで樺太に、内地の法律を適用する際に、個別に規定していた地方的又は種族法的な性質を有する特例を統合して規定した。なおこの勅令は、大正15年12月25日勅令第357号による改正で題名が、樺太施行法律特例となった。樺太庁は、その後の1942年（昭和17年）には内務省管轄下に入り、1943年（昭和18年）4月1日から、明治四十年法律第二十五号廃止法律（昭和18年3月27日法律第85号）により、樺太ニ施行スヘキ法令ニ関スル件が廃止
され、樺太は完全に内地へ編入された。ただし、廃止法律の附則で、それまでの勅令による特例はなお効力を有するとされたため、樺太施行法律特例（大正9年勅令第124号）は廃止されずそのまま有効とされた。
1945年（昭和20年）8月のソ連対日参戦によって、ソ連軍が樺太庁管内へ侵攻し、同月末までに樺太全土を占領した。行政官庁としての樺太庁は、外務省への移管を経て、1949年（昭和24年）6月1日、国家行政組織法の施行の前日限りで、樺太庁官制が失効し、廃止されている。ソ連は占領した南樺太に南サハリン州を置き（後にサハリン州へ編入）、ソビエト連邦の崩壊後のロシア連邦時代を含めて実効支配している。
終戦時に樺太にいた日本人は約40万人とみられ、大半は1959年までに北海道など日本本土へ引き揚げた。ソ連・ロシア支配下で暮らし続けた樺太残留邦人もおり、1991年以降、日本国政府や日本サハリン協会の支援で、配偶者を含めて136世帯307人が日本に永住帰国したが、日本語に不自由で生活に支障を来たし、ロシアへ戻った人もいる。
樺太からの引き揚げ者が1948年に結成した全国樺太連盟（樺連（））は会員の高齢化・減少により2021年3月で解散し、樺太庁の報告書類を含む所蔵資料の保存が課題となっていた。
衆議院議員青山大人（立憲民主党）がこの問題を2021年4月23日の衆議院外務委員会で取り上げ、全国樺太連盟の所蔵資料につき国による保管を提案した。縦割り行政で引受先がないとの各省の答弁が続いたが、茂木敏充外相（当時）は難しい問題ではないはずだと、保管を前向きに検討する姿勢を見せた。その後、異例の速さで内閣府による対応が決まり（同年5月14日衆議院外務委員会の青山大人の質疑終盤参照）、資料の一部が国立公文書館に収蔵保管されることとなった。

## 地理

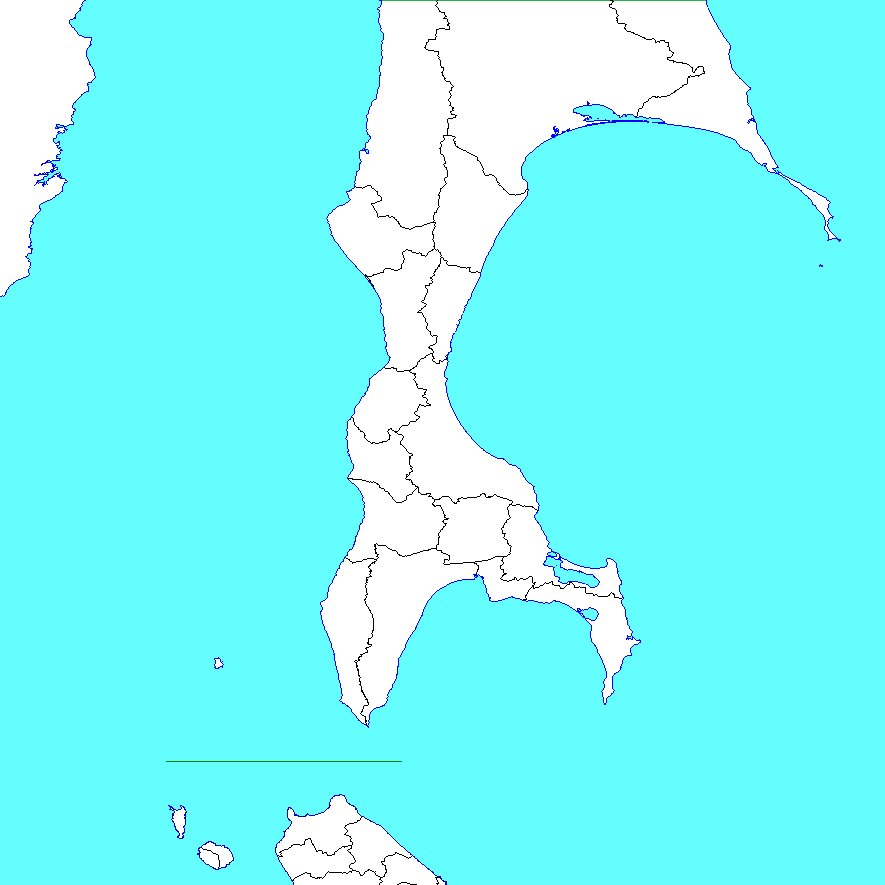
樺太庁の白地図

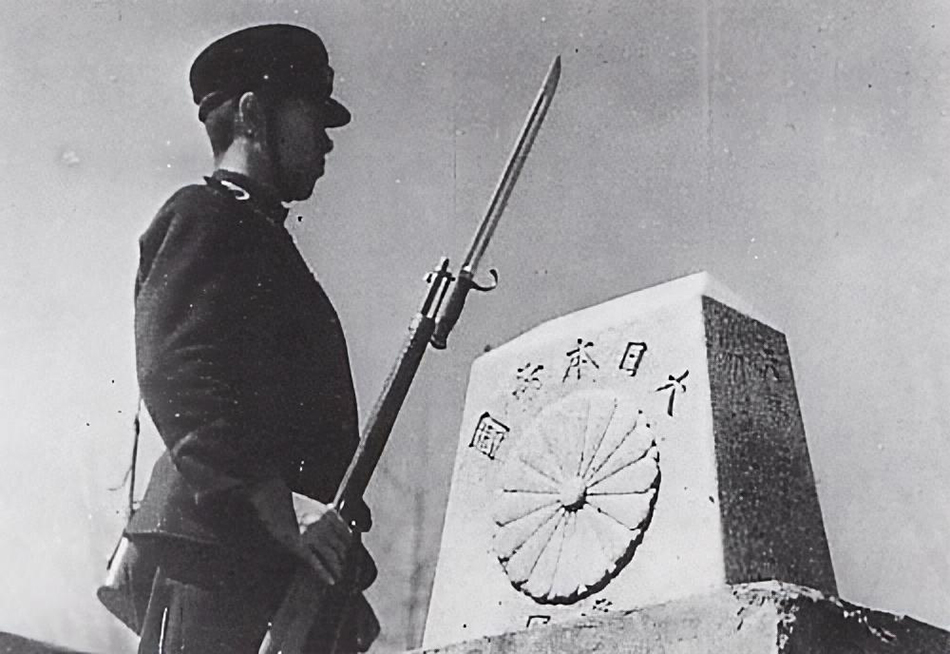
北緯50度線の国境警備（1945年以前）

南の北海道とは宗谷海峡で隔てられ、北は北緯50度線国境でソ連と接し、西の間宮海峡、東のオホーツク海に囲まれていた。
- 面積：36,090.3km2（海豹島・海馬島含む）
- 総人口：406,557人（1941年12月1日）
- 位置：東端: 東経144度45分00（北知床岬）
西端: 東経141度12分45（海馬島）
南端: 北緯45度47分25（二丈岩）
北端: 北緯50度線（北緯50度以北はソ連領）

## 産業
第一次産業（漁業・林業・農業）が主であった。また、後には製紙業・炭鉱も盛んとなった。人口が希薄であった事から常に労働人口を欲しており、税法の優遇等により国内他地域からの移住を推進した。

### 製紙業
1908年、樺太において森林利用調査が行われ、島内に豊富に存在したトドマツ、エゾマツが製紙用パルプに最適であるとの報告が行われたことから、樺太庁は内地の製紙工場を持つ各社に工場進出を働きかけた。各企業は消極的であったが、1914年に第一次世界大戦が勃発し、スウェーデンをはじめ欧州からのパルプ輸入が途絶えたこと、1919年に樺太島内で森林病害虫の一つであるマツケムシの大発生があり、大量の枯死木の処分が行われるようになったこと、さらに樺太庁がパルプ材の輸送に利用できる鉄道や工業用水の取水に必要なダムの建設などインフラの構築に便宜を図ったこともあり、製紙工場の進出が次第に盛んになった。大正年間末期には、王子製紙（大泊、豊原、野田工場）、樺太工業（泊居、真岡、恵須取工場）、富士製紙（落合、知取工場）の各工場が出揃い、1941年に太平洋戦争が始まるまで日本の紙の主力生産地として稼働した。

## 歴史

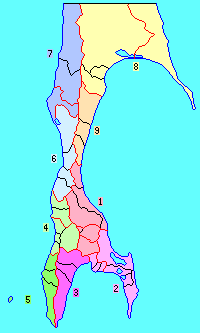
9支庁時代の樺太（1.豊原支庁 2.大泊支庁 3.留多加支庁 4.真岡支庁 5.本斗支庁 6.泊居支庁 7.鵜城支庁 8.敷香支庁 9.元泊支庁）

領土開発1875年から1945年：
1875年：樺太・千島交換条約
1905年：ポーツマス条約
1945年：第二次世界大戦の終わり

- 1907年（明治40年）3月15日 - 樺太民政署の改組により、4月1日に樺太庁が発足。
- 1907年（明治40年）4月 - コルサコフ（大泊）・ウラジミロフカ（豊原）・マウカ（真岡）の3支庁が設置される[16]。
- 1908年（明治41年）12月 - 豊原支庁シスカ出張所・真岡支庁ナヤシ出張所がそれぞれ敷香支庁・名好支庁に昇格して5支庁体制となる。
- 1913年（大正2年）6月 - 名好支庁が久春内に移転、久春内支庁と改称。10月にはさらに泊居へ移転、泊居支庁と改称。
- 1915年（大正4年）6月26日 - 勅令第101号樺太ノ郡町村編制ニ関スル件により、17郡4町58村が設置される。
- 1918年（大正7年） - 日本の統治権が及ぶ各地域間の法令の適用範囲の確定及び連絡統一を目的とする共通法（大正7年法律第39号）（大正7年4月17日公布）1条2項では樺太を内地に含むと規定され、原則国内法が施行されることとなる。
- 1920年（大正9年）5月3日 - 大正9年勅令第124号（樺太ニ施行スル法律ノ特例ニ関スル件）により、樺太に施行される法律に勅令により若干の地方的または種族法的な性質を有する特例を設けることが可能となる。同年、シベリア出兵時の尼港事件により、北樺太を保障占領した。
- 1922年（大正11年）10月 - 支庁が再編され、豊原・大泊・留多加・元泊・敷香・本斗・真岡・泊居・鵜城の9支庁体制となる。
- 1924年（大正13年）12月 - 留多加支庁・鵜城支庁が廃止、それぞれ大泊支庁・泊居支庁の出張所に降格して7支庁体制となる。
- 1925年（大正14年） - 日ソ基本条約締結。尼港事件で保障占領していた北樺太より撤兵する。
- 1929年（昭和4年）6月10日 - 拓務省が発足し、樺太庁はこれへ移管される。
- 1929年（昭和4年）3月26日 - 樺太町村制が公示され、町村に自治制が敷かれる。
- 1934年（昭和9年）12月 - 樺太大泊郡深海村と北海道宗谷郡猿払村との間に海底ケーブルおよび中継所設置が完了し、電話が本州と開通する。
- 1937年（昭和12年）7月1日 - 豊原町に樺太市制が施行されて豊原市となる。豊原支庁は豊栄支庁と改称される。
- 1938年（昭和13年） - 樺太島歌を制定。
- 1940年（昭和15年）1月 - 恵須取支庁が設置されて8支庁体制となる。
- 1941年（昭和16年）12月26日 - 日本放送協会豊原放送局正式に開局。
- 1942年（昭和17年）11月1日 - 拓務省が他省庁とともに一元化され、大東亜省となる。これに伴い樺太庁は、内務省へ移管される。支庁が再編され、豊原・敷香・真岡・恵須取の4支庁体制となる。
- 1943年（昭和18年）3月26日 - 樺太ニ施行スル法律ノ特例ニ関スル件が廃止され、いわゆる内地編入が行われる。
- 1945年（昭和20年）
  - 4月以降に日本銀行が豊原事務所を開設し、駐在員を配置。
  - 8月11日 - ソ連軍が侵攻し、樺太の戦いが勃発、8月28日に全島が制圧される。
  - 12月30日 - ソビエト連邦軍政下で行政執行にあたっていたが解散を命じられ、大津敏男長官を代表とする上級官吏が収監される。

- 1946年（昭和21年）
  - 1月 - 連合国軍最高司令官総司令部（GHQ）の指令（SCAPIN-677）により日本の施政権が停止される。
  - 1月30日 - 内務省官制改正等の件（昭和21年勅令第55号）により、樺太庁は内務省から外務省へ移管される。
- 1949年（昭和24年）6月1日 - 国家行政組織法の施行により廃止される。

## 地域

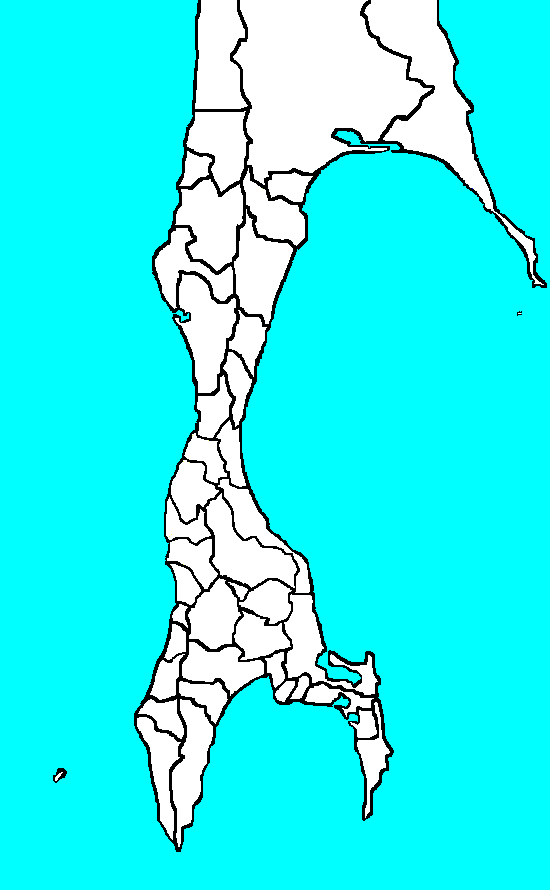
樺太庁の市町村区分図

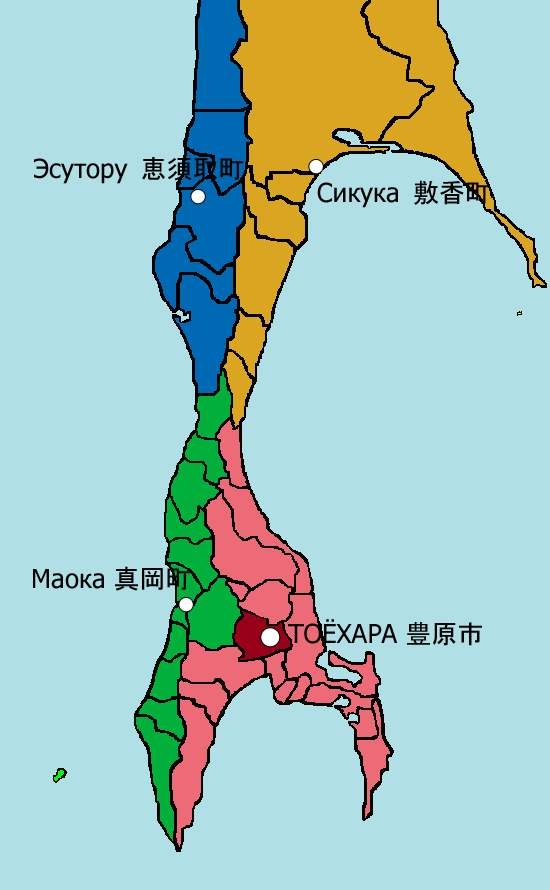
支庁区分図。赤：豊原市、紫：豊原支庁、緑：真岡支庁、青：恵須取支庁、黄：敷香支庁。

樺太庁には1945年8月の時点で42の市町村（1市12町29村）、10の郡があった。

### 樺太行政区分（1929年7月1日 - 1945年8月）
樺太庁は4の支庁に区分されている。支庁は樺太庁の独立出先機関とされており、管内において本庁の事務を分掌していた。
- 豊原支庁
  - 豊原市
  - 豊栄郡（とよさかえ） : 豊北村 - 川上村 - 落合町 - 栄浜村 - 白縫村
  - 大泊郡（おおとまり） : 大泊町 - 千歳村 - 深海村 - 長浜村 - 遠淵村 - 富内村 - 知床村
  - 留多加郡（るうたか） : 留多加町 - 三郷村 - 能登呂村
- 真岡支庁
  - 本斗郡（ほんと） : 本斗町 - 内幌町 - 好仁村 - 海馬村
  - 真岡郡（まおか） : 真岡町 - 広地村 - 蘭泊村 - 清水村 - 野田町 - 小能登呂村
  - 泊居郡（とまりおる） : 泊居町 - 名寄村 - 久春内村
- 恵須取支庁
  - 恵須取郡（えすとる） : 珍内町 - 鵜城村 - 恵須取町 - 塔路町
  - 名好郡（なよし） : 名好町 - 西柵丹村
- 敷香支庁
  - 元泊郡（もとどまり） : 元泊村 - 帆寄村 - 知取町
  - 敷香郡（しすか） : 泊岸村 - 内路村 - 敷香町 - 散江村

## 樺太庁長官
内地編入直前の樺太庁長官は、拓務大臣の指揮監督下にあったが、1943年の内地編入に伴い各省庁の主務大臣の指揮監督下となった。内地編入後は北海道長官と類似の存在となったが、より広い行政権限（営林局、鉱山監督局、財務局等を置かずに直接指揮）を有した。
- 民政長官：熊谷喜一郎（1905年7月28日 - 1907年3月31日）
- 初代：楠瀨幸彦（1907年4月1日 - 1908年4月24日）
- 2代：（兼）床次竹二郎 （1908年4月24日 - 1908年6月12日）
- 3代：平岡定太郎（1908年6月12日 - 1914年6月5日）
- 4代：岡田文次（1914年6月5日 - 1916年10月9日）
- 5代：昌谷彰（1916年10月13日 - 1919年4月17日）
- 6代：永井金次郎（1919年4月17日 - 1924年6月11日）
- 7代：昌谷彰（1924年6月11日 - 1926年8月5日 再任）
- 8代：豐田勝藏（1926年8月5日 - 1927年7月27日）
- 9代：喜多孝治（1927年7月27日 - 1929年7月9日）
- 10代：縣忍（1929年7月9日 - 1931年12月17日）
- 11代：岸本正雄（1931年12月17日 - 1932年7月5日）
- 12代：今村武志（1932年7月5日 - 1938年5月7日）
- 13代：棟居俊一（1938年5月7日 - 1940年4月9日）
- 14代：小河正儀（1940年4月9日 - 1943年7月1日）
- 15代：大津敏男（1943年7月1日 - 1947年11月17日）

## 政治
日本統治下の南樺太は地方行政官庁である「樺太庁」による日本政府直轄であり、地方自治は制限されていた。樺太には他の府県のような地方議会は設置されていない。一方で、樺太庁内の各市町村には1929年から樺太町村制によりそれぞれ町村議会が設置されていた。国政では1944年に貴族院に樺太庁から多額納税者議員が1名選出されることになり、1945年3月に衆議院に南樺太全域を区域とする定数3の選挙区が設置されたが、選挙が実施されることはなかった。1945年12月の衆議院議員選挙法改正案成立と1946年6月の貴族院令の一部を改正する勅令案が可決されたことで、樺太出身の多額納税者議員と衆議院議員の根拠法は無くなった。

## 裁判所

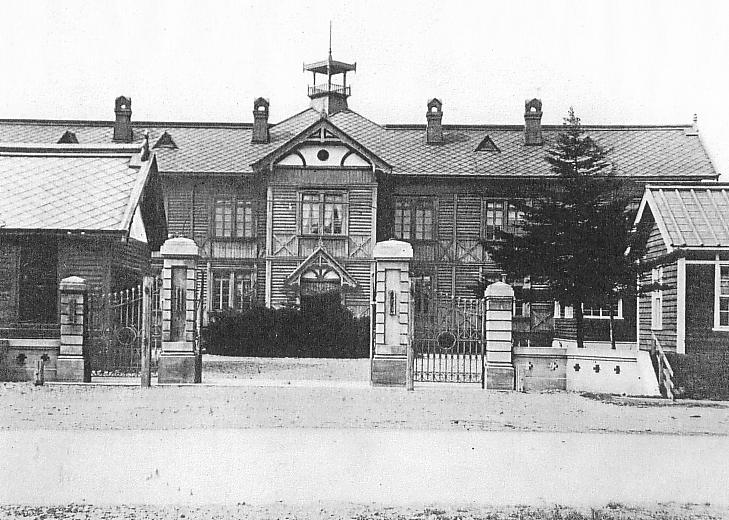
樺太地方裁判所

1939年（昭和14年）当時
- 樺太地方裁判所
- 豊原区裁判所
- 真岡区裁判所
- 知取区裁判所

## 刑務所
1941年（昭和16年）当時
- 樺太刑務所
- 樺太刑務所真岡刑務支所

## 警察
1941年（昭和16年）当時
- 樺太庁警察部
  - 豊原警察署
  - 落合警察署
  - 元泊警察署
  - 知取警察署
  - 敷香警察署
  - 大泊警察署
  - 留多加警察署
  - 本斗警察署
  - 真岡警察署
  - 野田警察署
  - 泊居警察署
  - 恵須取警察署

## 税務
1939年（昭和14年）当時

### 税関
- 函館税関大泊税関支署
- 函館税関真岡税関支署

### 監視署
「監視署」とは、日ソ国境の北緯50度線の密貿易を監視する官署である。
- 内路監視署
- 安別監視署

## 林政
1942年（昭和17年）当時
- 豊原林務署
- 大泊林務署
- 留多加林務署
- 本斗林務署
- 真岡林務署
- 泊居林務署
- 元泊林務署
- 恵須取林務署
- 敷香林務署
- 野頃林務署

## 気象
1942年（昭和17年）当時
- 樺太庁気象台
- 大泊測候所
- 敷香測候所
- 恵須取測候所
- 気屯測候所
- 本斗測候所

## 郵政
1945年（昭和20年）までに107局が整備された。内地編入までは樺太庁管轄下にて郵便局は設置及び監督されていた。
内地編入以降は、逓信省によって監督された。
うち普通郵便局は、大泊、豊原、真岡、泊居。他は全て特定郵便局であった。
| 局記号 | 局名     |
| ------ | -------- |
| 連い   | 大泊     |
| 連は   | 豐原     |
| 連に   | 榮濱     |
| 連ほ   | 真岡     |
| 連へ   | 敷香     |
| 連と   | 久春内   |
| 連ち   | 名好     |
| 連り   | 海馬島   |
| 連ぬ   | 留多加   |
| 連る   | 白浦     |
| 連を   | 大泊楠溪 |
| 連わ   | 野田     |
| 連か   | 富内     |
| 連よ   | 泊居     |
| 連た   | 長濱     |
| 連れ   | 鵜城     |
| 連そ   | 本斗     |
| 連つ   | 闌泊     |
| 連ね   | 元泊     |
| 連な   | 大谷     |
| 連ら   | 留久志   |

| 局記号 | 局名     |
| ------ | -------- |
| 連う   | 真岡北濱 |
| 連ゐ   | 散江     |
| 連の   | 惠須取   |
| 連お   | 南名好   |
| 連く   | 遠淵     |
| 連や   | 名寄     |
| 連ま   | 小沼     |
| 連け   | 落合     |
| 連ふ   | 雨龍     |
| 連こ   | 廣地     |
| 連え   | 小能登呂 |
| 連あ   | 女麗     |
| 連さ   | 內幌     |
| 連き   | 竝川     |
| 連ゆ   | 登帆     |
| 連め   | 追手     |
| 連み   | 泊岸     |
| 連し   | 麻内     |
| 連ゑ   | 安別     |
| 連ひ   | 川上炭山 |
| 連も   | 宗仁     |
| 連せ   | 内砂     |
| 連す   | 内路     |

| 局記号 | 局名       |
| ------ | ---------- |
| 連いろ | 逢坂       |
| 連いは | 知取       |
| 連いに | 豐原西一條 |
| 連いほ | 大泊榮町   |
| 連いへ | 彌滿       |
| 連いと | 千歲       |
| 連いち | 多蘭内     |
| 連いり | 泥川       |
| 連いぬ | 大榮       |
| 連いる | 珍内       |
| 連いを | 喜美内     |
| 連いわ | 馬郡潭     |
| 連いか | 二股       |
| 連いよ | 大泊本町   |
| 連いた | 上敷香     |
| 連いれ | 新問       |
| 連いそ | 惠須取元町 |
| 連いつ | 樫保       |
| 連いね | 大豐       |
| 連いな | 十和田     |
| 連いら | 知取濱町   |
| 連いむ | 氣屯       |

| 局記号 | 局名       |
| ------ | ---------- |
| 連いう | 多來加     |
| 連いゐ | 内川       |
| 連いの | 真縫       |
| 連いお | 野寒       |
| 連いく | 大平       |
| 連いや | 知志谷     |
| 連いま | 豐原東五條 |
| 連いけ | 小田寒     |
| 連いふ | 久良志     |
| 連いこ | 野頃       |
| 連いえ | 西柵丹     |
| 連いて | 白主       |
| 連いあ | 札塔       |
| 連いさ | 保惠       |
| 連いき | 塔路       |
| 連いゆ | 上惠須取   |
| 連いめ | 沃内       |
| 連いみ | 淺瀨       |
| 連いし | 小泊       |
| 連いゑ | 內淵       |
| 連いひ | 宝澤       |
| 連いも | 諸津       |
| 連いせ | 天内       |
| 連いす | 小田洲     |

| 局記号 | 局名       |
| ------ | ---------- |
| 連ろい | 北小澤     |
| 連ろろ | 珍内炭山   |
| 連ろは | 泊岸炭山   |
| 連ろに | 白鳥澤     |
| 連ろほ | 内幌炭山   |
| 連ろへ | 氣屯・古屯 |
| 連ろと | 西内淵     |
| 連ろち | 初問       |
| 連ろり | 南名好炭山 |
| 連ろぬ | 南珍内     |
| 連ろる | 杉森       |
| 連ろを | 上塔路     |
| 連ろわ | 北小澤濱   |
| 連ろか | 東内淵     |
| 連ろよ | 東柵丹     |
| 連ろた | 北遠古丹   |
| 連ろれ | 多闌泊     |

## 医療
1939年（昭和14年）当時
- 樺太庁豊原医院
- 樺太庁大泊医院
- 樺太庁真岡医院

## 教育

### 高等教育機関
樺太庁が設置した以下の高等教育機関は、樺太の内地編入に伴う形で、1945年（昭和20年）4月に文部省へ移管された。
- 樺太医学専門学校
- 樺太師範学校
- 樺太青年師範学校

## 交通

### 鉄道

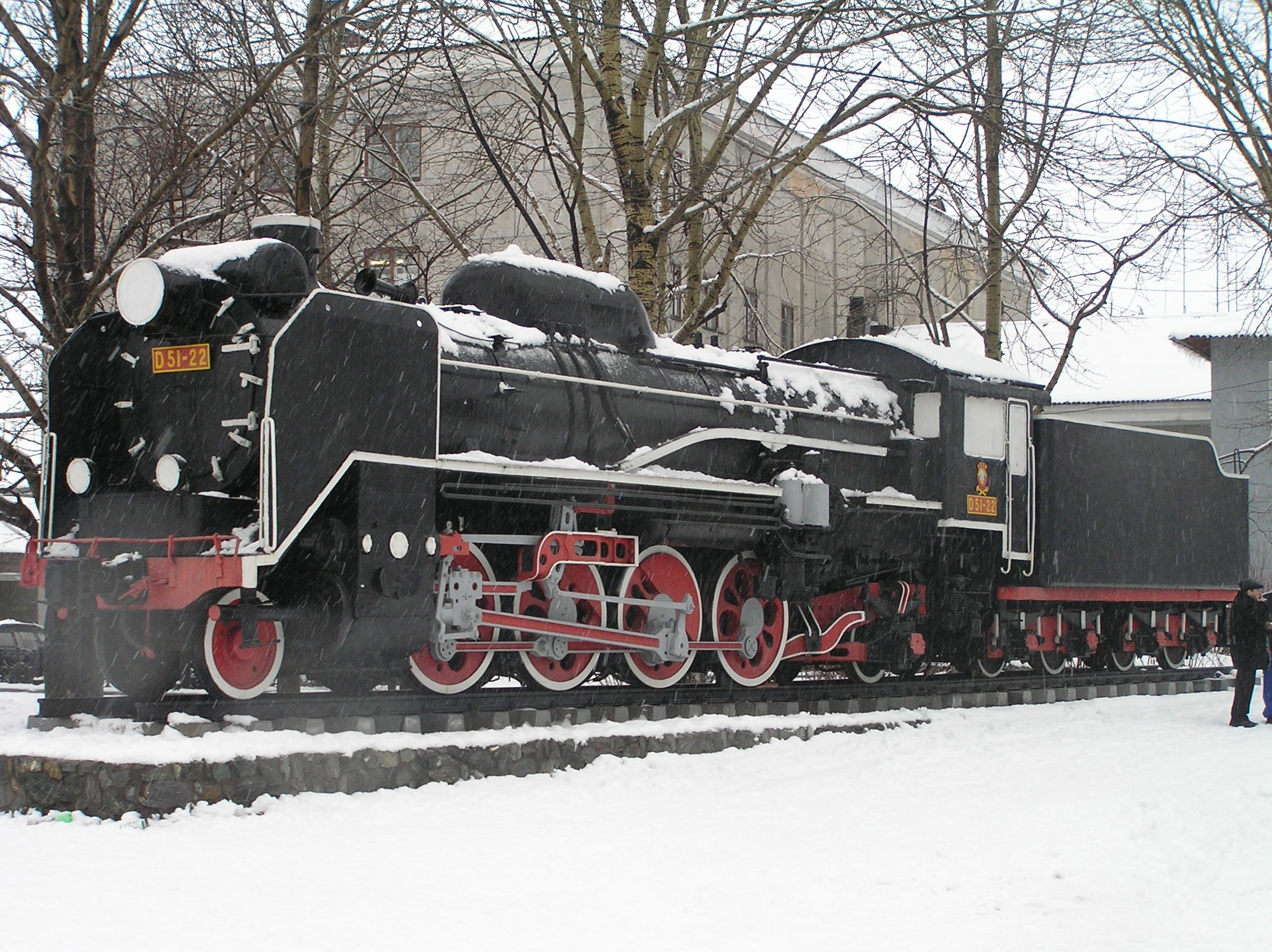
ユジノサハリンスクで保存されている戦後製サハリン州鉄道向けの日本の国鉄D51形蒸気機関車22号機

島内の産業が活発化してくると、木材・石炭の速やかなる移動が急務となり、以下の鉄道線が敷かれた。
- 鉄道省樺太鉄道局（1943年4月に樺太庁鉄道を編入、1943年11月以降は運輸通信省の所管となる）
  - 樺太東線：大泊港駅 - 古屯駅(414.4km) ：支線 落合駅 - 栄浜駅(10.3km) ：貨物線 栄浜駅 - 栄浜海岸駅(1.8km)
  - 豊真線：小沼駅 - 手井駅(76.2km)
  - 川上線：小沼駅 - 川上炭山駅(21.9km)
  - 樺太西線：本斗駅 - 久春内駅(170.1km) ：貨物線 本斗駅 - 浜本斗駅(1.3km) ：貨物線 真岡駅 - 浜真岡駅(1.8km)
- 南樺鉄道線：新場駅 - 留多加駅(18.6km)
- 南樺太炭鉱鉄道株式会社線（帝国燃料興業会社内幌線）：本斗駅 - 内幌炭山駅(16.4km)
- 帝国燃料興業会社内淵線：大谷駅 - 内淵駅(23.2km)

### 道路
1932年（昭和7年） 樺太庁告示による、庁道（都道府県道）は以下の通り。
- 大泊国境線
- 本斗安別線
- 豊原真岡線
- 豊原留多加線
- 唐松皆岸線
- 大泊中知床岬線
- 大泊富内線
- 新場西能登呂岬線
- 留多加蘭泊線
- 本斗西能登呂岬線
- 栄浜中知床岬線
- 栄浜山中線
- 真縫久春内線
- 敷香内路線
- 敷香上敷香線
- 敷香北知床岬線
- 遠内北知床岬線
- 大豊遠節線
- 小里小原線
- 内路恵須取線
- 恵須取来知志線
- 落合野田線
- 多蘭内大豊上流線

### 航路
- 島であるため北海道との物資・人間の輸送には、船が用いられた。定期航路として
  - 小樽 - 敷香
  - 稚内 - 大泊（稚泊航路）
  - 稚内 - 本斗（稚斗航路）

などがあった。

#### 港湾
- 樺太西岸航路[19]
  - 小樽惠須取線
    - 小樽港 - 真岡港 - 野田港 - 泊居港 - 惠須取港

  - 伏木函館安別線
    - 函館港 - 小樽港 - 海馬島 - 武意泊港 - 内幌港 - 本斗港 - 真岡港 - 蘭泊港 - 野田港 - 泊居港 - 名寄港 - 久春内港 -牛毛港 - 萠菱港 - 留久志港 - 珍内港 - 園度港 - 鵜城港 - 惠須取港 - 名好港 - 安別港
- 樺太東岸航路
  - 小樽知取敷香急行便
    - 小樽港 - 栄浜港 - 元泊港 - 知取港 - 内路港 - 敷香港

  - 函館能登線
    - 函館港 - 小樽港 - 大泊港 - 富内港 - 野寒港 - 栄浜港 - 白浦港 - 真縫港 - 登帆港 - 元泊港 - 知取港 - 新問港 - 泊岸港 - 内路港 - 敷香港 - 野頃港 - 能登港 - 海豹島

## その他

### 寺院
仏教には、幾つかの宗派があるが最も多いのは浄土真宗で48カ寺、それに次ぐのは曹洞宗の20カ寺であった。
1945年（昭和20年）、南樺太には宗教施設が250箇所以上（仏教寺院が150、神社が50、天理教会が50、カトリック教会が4、プロテスタント教会が5）あった。
1947年（昭和22年）1月1日時点では153の宗教施設がサハリン州内に残っていた。
1948年（昭和23年）1月1日には日本の宗教施設は（仏教寺院が13、カトリック教会が2）であった。

### 神社
- 樺太神社
- 豐原神社
- 落合神社
- 樺太護國神社
- 亞庭神社
- 真岡神社
- 惠須取神社
- 知取神社
- 敷香神社

## 企業

### ラジオ放送
- 日本放送協会豊原放送局

### 新聞
1939年（昭和14年）当時
- 樺太新聞（読売新聞社経営）が地方紙として存在した。
- 樺太日日新聞
- 樺太毎日新聞
- 大北新報
- 樺太時事新聞
- 真岡毎日新聞
- 樺太新報
- 樺太日報
- 樺太西海新報
- 恵須取毎日新聞
- 東樺日々新聞
- 樺太敷香時報
- 夕刊からふと

### 金融系
- 日本銀行豊原事務所
- 樺太銀行 - 樺太金融を前身とし、1916年に商号変更。現代の地方銀行に近い性質を持つ。本店は大泊、支店は眞岡と小樽（北海道）の2店舗であった。
- 北海道拓殖銀行 - 本店札幌市。豊原、恵須取、大泊、落合、敷香、知取、泊居、野田、本斗、眞岡、留多加に支店があった。
- 北門貯蓄銀行 - 貯蓄銀行。本店豊原のみ。
- 樺太證券 - 樺太が本社である唯一の証券会社。

### 鉱山
- 川上炭鉱
- 白浦炭鉱
- 美田炭鉱
- 内幌炭鉱
- 珍内炭鉱
- 小田洲炭鉱
- 南珍内炭鉱
- 安別炭鉱
- 興南炭鉱
- 北栄炭鉱
- 豊畑炭鉱
- 大平炭鉱
- 上塔路炭鉱
- 塔路炭鉱
- 恵須取炭鉱
- 知取炭鉱
- 樫保炭鉱
- 泊岸炭鉱
- 内川炭鉱
- 内路炭鉱

### その他商業
- 富士メガネ - 創業地が豊原。戦後、札幌に移る。

### 樺太を舞台にした作品

#### 文芸
- フレップ・トリップ（北原白秋）
- 樺太への旅（林芙美子）
- 海峡（寒川光太郎）
- 氷雪の門（金子俊男）
- 天北原野（三浦綾子）
- 征途（佐藤大輔）

## 樺太ゆかりの人物

### 樺太出身の人物
- 寒川光太郎（小説家、芥川賞受賞）
- 李恢成（小説家、群像新人文学賞・芥川賞受賞）
- 綱淵謙錠（小説家、直木賞受賞）
- 渋井一夫（画家、二科展奨励賞受賞）
- 大鵬幸喜（力士、第48代横綱・一代年寄）
- 太田竜（政治運動家、『週刊日本新聞』編輯主幹）
- せんだみつお（お笑いタレント）
- 高英男（歌手）
- 若山弦蔵（声優）
- 長瀬隆（評論家）
- 福富節男（反戦運動家）
- 金子俊男（新聞記者）
- 岩本徹三 （大日本帝国海軍中尉）
- 堀達也（第五代北海道知事）
- 北川源太郎（ダーヒンニェニ・ゲンダーヌ…ウィルタ（オロッコ）民族）

### 樺太への移住者、居住者
- 尾澤清太郎（拓務官僚・実業家）
- 蕗谷虹児（画家・詩人）